# Crujido de articulaciones
El acto de crujir las articulaciones, también conocido como tronarse los dedos, sacarse conejos o sacarse las yucas, significa doblar las articulaciones de una persona para producir un sonido distintivo de crujido o estallido, a menudo seguido de una sensación de satisfacción o relajación para la persona. A veces se realiza como parte de un ajuste/movilización conjunta rutinariamente realizada por un quiropráctico, osteópata o fisioterapeuta.
Según la creencia tradicional, el crujido de las articulaciones, especialmente los nudillos, puede provocar artritis y otros problemas en las articulaciones. Sin embargo, la investigación médica aún no ha demostrado de manera concluyente una conexión entre el crujido de los nudillos y los problemas en las articulaciones a largo plazo. El mecanismo de crujido y el sonido resultante son causados por burbujas de cavitación de dióxido de carbono que repentinamente colapsan parcialmente dentro de las articulaciones.

## Causas
Durante muchas décadas, el mecanismo físico que causa el sonido de crujido como resultado de doblar, torcer o comprimir las articulaciones era incierto. Las causas sugeridas incluyen:
- Formación de burbujas de gas a medida que la articulación se expande.[2]
- La cavitación dentro de las pequeñas cavidades de vacío parcial de las articulaciones se forman en el líquido sinovial y luego colapsan rápidamente, produciendo un sonido agudo.[3][4]
- Estiramiento rápido de ligamentos.[5]
- Las adhesiones intraarticulares (dentro de la articulación) se rompen.[5]
- Descoaptacion articular.

Hubo varias teorías para explicar el crujido de las articulaciones. La cavitación del líquido sinovial tiene alguna evidencia para apoyarlo. Cuando se realiza una manipulación espinal, la fuerza aplicada separa las superficies articulares de una articulación sinovial completamente encapsulada, que a su vez crea una reducción de la presión dentro de la cavidad articular. En este entorno de baja presión, algunos de los gases que se disuelven en el líquido sinovial (que se encuentran naturalmente en todos los fluidos corporales) abandonan la solución, formando una burbuja o cavidad que se colapsa rápidamente sobre sí misma, lo que provoca un sonido de "clic". Se cree que el contenido de la burbuja de gas resultante es principalmente dióxido de carbono. Los efectos de este proceso permanecerán durante un período de tiempo conocido como el "período refractario", durante el cual la articulación no puede ser "re-crujida", que dura unos veinte minutos, mientras que los gases se reabsorben lentamente en el líquido sinovial. Existe alguna evidencia de que la laxitud del ligamento puede estar asociada con una mayor tendencia a la cavitación.
En 2015, las investigaciones mostraron que las burbujas permanecían en el fluido después del crujido, lo que sugiere que el sonido de crujido se produjo cuando se formó la burbuja dentro de la articulación, no cuando colapsó. Pero en 2018, un modelo matemático mejorado y una mayor experimentación y simulación demostraron que las burbujas de cavitación solo se colapsaron parcialmente durante el agrietamiento, y explicaron que los experimentos de 2015 observaban las burbujas restantes más pequeñas.
El movimiento de los tendones o el tejido cicatricial sobre una prominencia (como en el síndrome de cadera en resorte) también puede generar un chasquido fuerte o un chasquido.

## Efectos

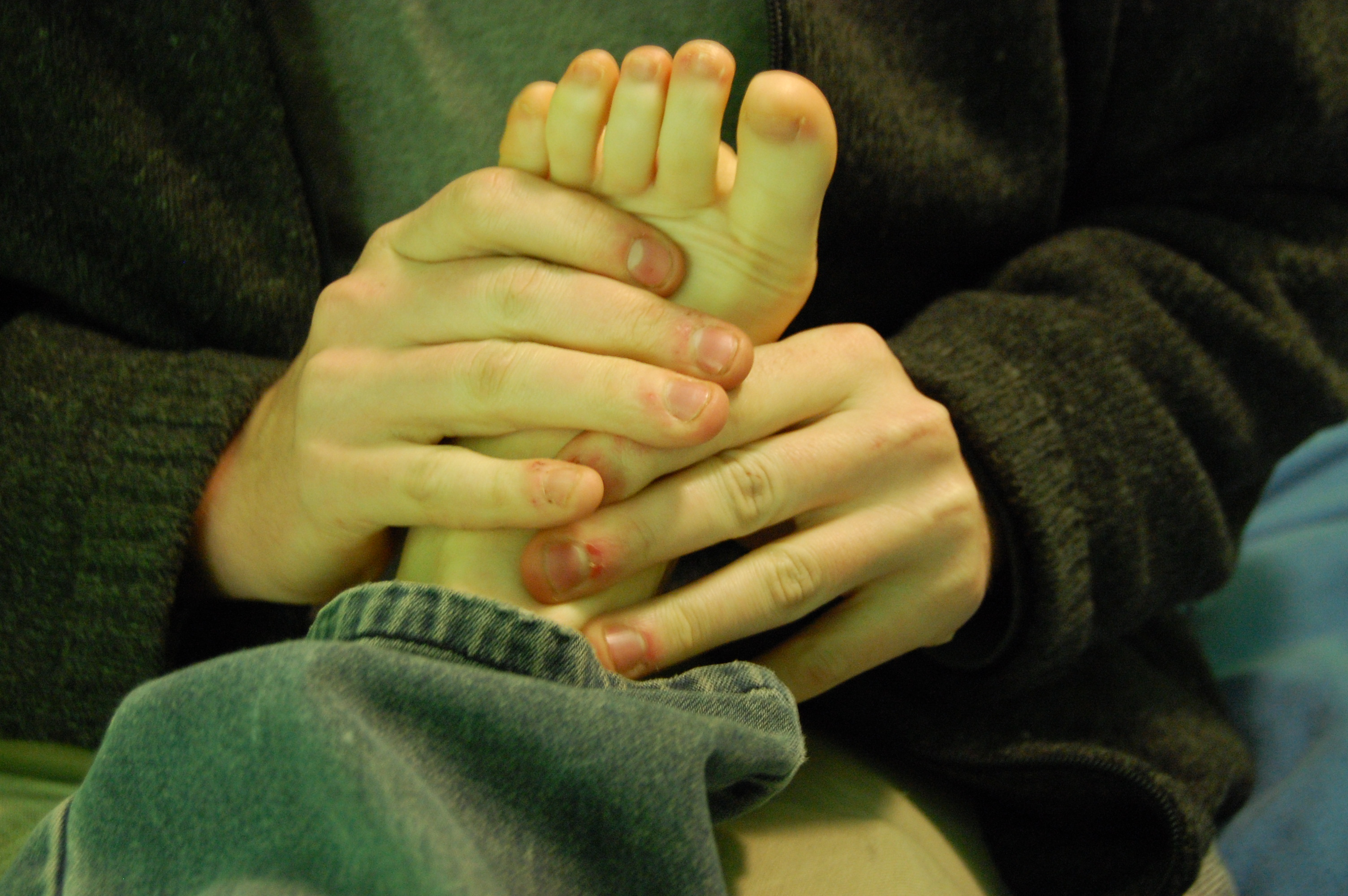
El crujido de las articulaciones en el pie a veces se usa para masajes.

La afirmación común de que crujir los nudillos causa artritis no está respaldada por la evidencia. Un estudio publicado en 2011 examinó las radiografías de mano de 215 personas (de 50 a 89 años) y comparó las articulaciones de aquellos que se crujían los nudillos con regularidad con aquellos que no lo hicieron. El estudio concluyó que el crujido de los nudillos no causaba osteoartritis de la mano, sin importar cuántos años o con qué frecuencia una persona se crujía los nudillos. Un estudio anterior también concluyó que no había mayor predominio de la artritis de la mano de las personas que muy seguido se crujen los nudillos; sin embargo, las crujidores de nudillos habituales tenían más probabilidades de hincharse las manos y disminuir la fuerza de agarre. El crujido habitual de los nudillos se asoció con el trabajo manual, la mordedura de las uñas, el tabaquismo y el consumo de alcohol, y se sugirió que ocasionaba un deterioro funcional de la mano. Este precoz estudio ha sido criticado por no tener en cuenta la posibilidad de factores de confusión, como por ejemplo si la capacidad de crujirse los nudillos está asociada con el deterioro del funcionamiento de la mano en lugar de ser una de sus causas.
El médico Donald Unger hizo crujir los nudillos de su mano izquierda todos los días durante más de sesenta años, pero no se crujió los nudillos de su mano derecha. No se formó artritis u otras dolencias en ninguna de las manos, lo que le valió el Premio Ig Nobel de Medicina en 2009, una parodia del Premio Nobel.